# Acronicta cubitata
Acronicta cubitata là một loài bướm đêm trong họ Noctuidae.